# Birgitt Bolsmann
Birgitt Bolsmann (* 1944 in Hamburg; † 2000 ebenda) war eine deutsche Malerin.

## Leben

### Werdegang
Nach dem Besuch der Waldorfschule studierte Birgitt Bolsmann von 1963 bis 1969 an der Hochschule für bildende Künste Hamburg freie Malerei und freie Tapisserie bei den Professoren Hans Thiemann und Kurt Kranz; in dieser Zeit heiratete sie 1965 den damaligen Kunststudenten Kurt Haug (* 9. März 1941 in Graz).
Sie war nach dem Studium von 1969 bis 1973 als Bankangestellte tätig, bevor sie seit 1973 als freischaffende Künstlerin in Hamburg wirkte.
Seit 1980 unterrichtete sie Malerei an der Volkshochschule Hamburg.
1986 war sie Kuratorin der Ausstellung Frauen malen Frauen anlässlich der 6. Hamburger Frauenwoche an der Universität Hamburg.

### Künstlerisches Wirken
Birgitt Bolsmann begann vorwiegend mit von Paul Klee beeinflussten Versuchen im Bereich der analytisch-abstrakten Malerei.
1973 begann sie einen Neuanfang mit realistischen Ölbildern und Bleistiftzeichnungen, in altmeisterlicher Mischtechnik, Eitempera und Harzölfarbe auf Leinwand. Ihr Hauptthema war die Verdinglichung der Frau in Mode und Werbung und sie stellte die Frau nur als Hülle schöner Kleider, als schönes Fleisch oder als Puppe ohne Gehirn dar.
Ich versuche, deutlich zu machen, daß die makellose Schönheit, wie sie uns in Illustrierten und an Plakatwänden begegnet, eine Schönheit der toten Maske und nicht des lebendigen Menschen ist. Ich hoffe, daß die Leere und Glätte solcher fotografischen "Bild-Schönheiten" in meinen Arbeiten beim Betrachter zwiespältige Gefühle auslösen. Seit 1980 treten an die Stelle der künstlich schönen Frauen Schaufensterpuppen, weil deren völliger Mangel an Individualität allgemeinere verschlüsselte Aussagen über menschliche Situationen und Empfindungen zuläßt. - Ein Thema, das mich ebenfalls seit langem beschäftigt, ist das Phänomen des Schattens. Der Schlagschatten ist eine faszinierende Selbst-Abstraktion der Natur, die mich gerade auch durch ihre Flüchtigkeit und Immaterialität zur Verewigung reizt. Von einem Ring oder Menschen nur den Schatten zu zeigen, scheint mir die unaufdringlichste und zugleich deutlichste Form eines "memento mori". Neben dem spezifisch ästhethischen Reiz der Schattenwelt dokumentieren diese Bilder auch Momente der Depression, in der die Kraft zur kritischen Aussage fehlt.

## Ehrungen und Auszeichnungen
Der mit 1.100 Euro dotierte Birgitt-Bolsmann-Preis ihres Ehemannes wird seit 2005 zu Ehren der Malerin Birgitt-Bolsmann an talentierte Nachwuchskünstlerinnen aus den Bereichen Malerei, Fotografie, Bildhauerei und Performance vergeben, so erhielt unter anderem Nicole Jana 2008 diesen Preis.

## Ausstellungen (Auswahl)
- 1980: Das Geheimnis der Welt ist das Sichtbare im Kunsthaus Hamburg.
- 1984: Hans Thiemann und seine Schüler im Kunsthaus Hamburg.
- 1987: Bilder für Kinder – Kindheit im Bild in der Kunstbrücke Hamburg.
- 1991: Birgitt Bolsmann. Bilder und Zeichnungen in der Galerie am Herrenteich in Suhl.
- 1993: Teilnahme an der 1. Realismus-Triennale im Martin-Gropius-Bau in Berlin.
- 1996: Die Kraft der Bilder in der 2. Realismus-Triennale im Martin-Gropius-Bau in Berlin.
- 2007: Retrospektive in der Galerie Rose in Hamburg.[2]
- 2017: Retrospektive im Kunsthaus Hänisch in Kappeln.[3]
- 04–07/2021: Paula Modersohn-Becker, Birgitt Bolsmann, Almut Heise, Rissa in Kunsthandel Wolfgang Werner in Berlin.[4]
- 09–10/2021: Birgitt Bolsmann. Bilder und Zeichnungen 1974–1990 in Kunsthandel Wolfgang Werner in Berlin.